# Cutrale
Sucocítrico Cutrale è una azienda brasiliana con sede ad Araraquara nello stato di San Paolo. La Cutrale è uno dei maggiori produttori al mondo di succo d'arancia.

## Storia
Le origini della società sono da rintracciare nel commercio di frutta intrapreso dall'immigrato siciliano Giuseppe Cutrale al mercato comunale di San Paolo. L'attività crebbe e Cutrale fu in grado di iniziare ad esportare frutta verso l'Europa finché la seconda guerra mondiale rese tale commercio impossibile. Negli anni Cinquanta il figlio Josè entrò nell'attività commerciale e fu grazie alla sua iniziativa che l'attività commerciale è divenuta una delle maggiori aziende al mondo per la produzione di succo d'arancia.
Josè Cutrale (1926 - 2004) investì i proventi del commercio nell'acquisto di tenute agricole. La svolta venne nel 1967 quando acquistò la Succonasa, azienda produttrice di succo d'arancia sull'orlo del fallimento. 
Agli inizi della produzione si avvantaggiò di una ondata di gelo che colpì la Florida distruggendo la produzione di arance e permettendo a Cutrale di rifornire il mercato americano di succo d'arancia.
Nel 1996 la Cutrale ha acquistato dalla Coca Cola due stabilimenti per la produzione di succhi di frutta Minute Maid in Florida. Nel 2004 la Cutrale e la Citrosuco rilevano tutte le attività della multinazionale Cargill legate alla produzione di succhi di frutta in Brasile.

## Produzione
La Cutrale ha immense estensioni di aranceti e cinque impianti produttivi in Brasile oltre ai due in Florida che le permettono di produrre attualmente circa il 30% della produzione mondiale di succo d'arancia.

## Controversia
La Cutrale ed altri produttori brasiliani sono stati accusati nel corso degli anni dai produttori statunitensi di succo di arancia di tenere artificiosamente i prezzi bassi. Altre accuse riguardano le condizioni salariali dei lavoratori dell'azienda brasiliana.